# The Walking Dead (Fernsehserie)/Staffel 2
Die zweite Staffel der US-amerikanischen Fernsehserie The Walking Dead  war vom 16. Oktober 2011 bis zum 18. März 2012 beim US-amerikanischen Kabelsender AMC zu sehen. In Deutschland lief die Erstausstrahlung der zweiten Staffel vom 21. Oktober 2011 bis zum 23. März 2012 auf FOX.

## Besetzung
Staffel 2 hat 9 Hauptdarsteller. Norman Reedus und Melissa McBride wurden befördert. Während Reedus im Intro aufgeführt wird, wird McBride unter "Also Starring" gelistet.

### Hauptdarsteller
- Andrew Lincoln als Rick Grimes
- Jon Bernthal als Shane Walsh
- Sarah Wayne Callies als Lori Grimes
- Laurie Holden als Andrea
- Jeffrey DeMunn als Dale Horvath
- Steven Yeun als Glenn Rhee
- Chandler Riggs als Carl Grimes
- Norman Reedus als Daryl Dixon
- Melissa McBride als Carol Peletier

### Nebenbesetzung
- IronE Singleton als Theodore Douglas
- Lauren Cohan als Maggie Greene
- Madison Lintz als Sophia Peletier
- Emily Kinney als Beth Greene
- Scott Wilson als Hershel Greene
- Pruitt Taylor Vince als Otis
- Jane McNeill als Patricia
- James Allen McCune als Jimmy
- Michael Zegen als Randall Culver
- Adam Minarovich als Ed Peletier

## Handlung
Nach ihrer Flucht aus Atlanta beschließen die Überlebenden nach Fort Benning zu fahren. Dabei bleiben sie auf dem von Autowracks verstopften Highway stehen. Während die Gruppe die Fahrzeuge und die Umgebung nach Wasser, Nahrungsmitteln und anderen brauchbaren Dingen durchsucht, wird sie von einer Beißerherde überrascht. Viele der Überlebenden können sich unbemerkt unter Fahrzeugen verstecken. Als die Gefahr gebannt scheint, wird die völlig verängstigte Sophia von zwei Untoten in ihrem Versteck entdeckt, flieht vor ihnen in das angrenzende Waldstück und verschwindet daraufhin spurlos. Bei einer Suchaktion nach ihr wird Carl versehentlich vom Jäger Otis angeschossen und schwer verletzt. Hershel Greene, auf dessen Farm Otis mit einigen weiteren überlebenden Menschen lebt, verfügt als Tierarzt über sehr gute medizinische Kenntnisse und versucht, das Leben des Jungen zu retten. Um weitere Hilfsmittel für eine notwendige Operation zu beschaffen, suchen Otis und Shane die lokale High School auf, die zu Beginn der Apokalypse als Notkrankenhaus genutzt worden war. Das Gelände erweist sich als eine regelrechte Beißerfalle und Shane, der immer mehr Hemmungen zugunsten des eigenen Überlebens abgelegt hat, opfert Otis' Leben, um selbst lebend zu entkommen. Nach einer erfolgreichen Operation erholt sich Carl von seiner Verletzung, während der Rest der Gruppe, insbesondere Daryl und Rick, weiterhin intensiv nach der vermissten Sophia suchen. Hershel gibt Rick deutlich zu verstehen, dass seine Gruppe auf der Farm nicht länger als nötig bleiben dürfe und bittet ihn, nach Sophias Auffinden, weiterzuziehen. Derweil verliebt sich Glenn in Hershels draufgängerische ältere Tochter Maggie, die wiederum Gefühle für ihn entwickelt. Lori erfährt, dass sie schwanger ist, und plant die Schwangerschaft durch eine Überdosis der Pille danach zu beenden. Als Rick davon erfährt, kommt es zu einem klärenden Gespräch zwischen den beiden, in dem Lori, trotz ihrer Ex-Beziehung zu Shane, felsenfest behauptet, dass das Baby von Rick sei. Daneben fühlt sich Shane aufgrund häufiger Differenzen mit Rick und den anderen zunehmend in eine Außenseiterrolle gedrängt und entwickelt sich zu einer unberechenbaren Gefahr für seine Mitmenschen.
Gegen Ende der Staffel findet die Gruppe heraus, dass Hershel (und teilweise auch seine Familie) der Ansicht ist, dass die Beißer geheilt werden können und er sie deshalb niemals tötet, sondern in seiner Scheune eingesperrt hält. Daraufhin verliert Shane schließlich die Fassung, öffnet wutentbrannt die Scheune und demonstriert Hershels Gruppe auf eine recht forsche Weise die wahre Natur der Beißer, unter welchen sich Angehörige dessen Familie befinden. Zum Entsetzen aller Anwesenden tritt zuletzt auch die inzwischen untote Sophia aus der Scheune und wird von Rick mit einem Kopfschuss von ihrem Zustand erlöst. Hershel erleidet aufgrund der Ereignisse einen Schock und verschwindet von der Farm. Er wird von Rick und Glenn in seiner ehemaligen Lieblingskneipe wiedergefunden. Dort kommt es zu einer blutigen Auseinandersetzung mit mehreren unbekannten Männern, die bei ihrer Flucht einen der eigenen Leute verletzt zurücklassen. Rick beschließt, dem jungen Mann zu helfen und sperrt ihn zunächst in Hershels Schuppen ein. Da es Shane nicht gelingt, Rick von einer Präventivtötung des Mannes zum Schutz der gesamten Gruppe zu überzeugen, kommt es zu einem finalen Konflikt zwischen den ehemaligen besten Freunden: Shane plant, Rick hinterrücks zu töten, und wird von diesem selbst erstochen. Obwohl nicht gebissen, mutiert Shane ebenfalls zu einem Beißer und wird von Carl durch einen Kopfschuss getötet. Darin bestätigt sich Dr. Jenners Aussage gegenüber Rick, dass alle Menschen mit der Seuche infiziert sind und es völlig egal ist, wie ein Mensch stirbt, jeder mutiert zu einem Beißer, es sei denn, man jage ihm eine Kugel oder Messer in den Schädel. Derweil wird die Farm von einer Streunerherde überrannt und die Überlebenden entkommen ihnen gemeinsam mit Hershel und dessen beiden Töchtern nur knapp. Andrea wird in dem Glauben, sie sei wie Dale den Beißern zum Opfer gefallen, zurückgelassen. Sie überlebt den Angriff, wird aber von einer Horde Beißer weiterhin durch den Wald verfolgt. Als Andrea inzwischen völlig entkräftet ihren Kampf zu verlieren droht, wird sie von einer mysteriösen Person (Michonne) gerettet.

## Episoden
| Nr. (ges.) | Nr. (St.) | Deutscher Titel                  | Originaltitel            | Erstausstrahlung USA | Deutschsprachige Erstausstrahlung (D) | Regie                                       | Drehbuch                       | Zuschauer (USA) |
| --- | --------- | -------------------------------- | ------------------------ | -------------------- | ------------------------------------- | ------------------------------------------- | ------------------------------ | --------------- |
| 7 | 1         | Zukunft im Rückspiegel           | What Lies Ahead          | 16. Okt. 2011        | 21. Okt. 2011                         | Ernest R. Dickerson & Gwyneth Horder-Payton | Ardeth Bey & Robert Kirkman    | 7,26 Mio.       |
| Die Gruppe der Überlebenden fährt in Richtung Fort Benning, muss aber gezwungenermaßen auf einer von Autos blockierten Strecke des Highways halten. Dort überrascht sie eine Horde Untoter, und Sophia flieht vor den Angreifern in den Wald am Highway. Rick findet und versteckt sie zwar, um die Untoten wegzulocken, jedoch ist sie verschwunden, als er wieder zurückkommt. Während der Suche nach Sophia treffen Shane, Rick und dessen Sohn Carl auf einen Hirsch. Als Carl das Tier fasziniert von nahem betrachtet, wird er plötzlich von einem von der entgegengesetzten Seite auf den Hirsch abgefeuerten Schuss getroffen und geht zu Boden. |           |                                  |                          |                      |                                       |                                             |                                |                 |
| 8 | 2         | Blutsbande                       | Bloodletting             | 23. Okt. 2011        | 28. Okt. 2011                         | Ernest R. Dickerson                         | Glen Mazzara                   | 6,70 Mio.       |
| Shane und Rick bringen den angeschossenen Carl unter Führung des Jägers Otis, der den Schuss abgefeuert hat und eigentlich nur den Hirsch treffen wollte, zu einer Farm, in der eine andere Gruppe Überlebender wohnt. Der älteste von ihnen, Hershel Greene, hat einige chirurgische Erfahrungen und beginnt, Carl ärztlich zu behandeln. Um jedoch die Blutungen zu stoppen und die einzelnen Splitter zu entfernen, benötigt Hershel einige medizinische Geräte. Während Maggie, eine von Hershels Töchtern, sich auf die Suche nach Lori begibt, um sie zu benachrichtigen, fahren Shane und Otis zu einer Highschool, um im dortigen Krankenhauscontainer die benötigte medizinische Ausrüstung zu holen. Sie schaffen es zunächst, die vor dem Gebäude befindliche Gruppe Untoter abzulenken und das Gebäude unbemerkt zu betreten, jedoch werden die „Beißer“ beim Verlassen des Gebäudes auf sie aufmerksam, sodass sich die beiden in der Schule verschanzen müssen. |           |                                  |                          |                      |                                       |                                             |                                |                 |
| 9 | 3         | Die letzte Kugel                 | Save the Last One        | 30. Okt. 2011        | 4. Nov. 2011                          | Phil Abraham                                | Scott M. Gimple                | 6,10 Mio.       |
| Daryl und Andrea suchen im Wald nach Sophia. Während sich der Zustand von Carl verschlechtert, versuchen Otis und Shane aus der Highschool zu entkommen. Glenn bringt den verletzten T-Dog ebenfalls zur Farm, um auch ihn behandeln zu lassen. Gerade als Hershel sich gezwungen sieht, die Operation von Carl ohne das medizinische Zubehör zu beginnen, trifft Shane alleine mit der Ausrüstung ein, sodass Carl schließlich erfolgreich behandelt und gerettet werden kann. Er erzählt, Otis habe sich geopfert und sei von mehreren „Walkern“ attackiert worden, was jedoch nicht stimmt. In einer Rückblende wird klar, dass Shane und Otis beim Verlassen des Gebäudes die Munition ausging und beide bereits verletzt waren. Um selbst mit der Ausrüstung zu entkommen, schießt Shane Otis ins Bein und lässt ihn mit den sich auf ihn stürzenden Untoten zurück. |           |                                  |                          |                      |                                       |                                             |                                |                 |
| 10 | 4         | Die Cherokee Rose                | Cherokee Rose            | 6. Nov. 2011         | 11. Nov. 2011                         | Billy Gierhart                              | Evan Reilly                    | 6,29 Mio.       |
| Auch die restlichen Überlebenden begeben sich nun zur Farm und die Suche nach Sophia wird fortgesetzt. Shane findet jedoch die Suche nach Sophia zunehmend sinnlos, da die Suche auch Zeit, Nahrung und Munition koste. Hershel erwartet von den Gästen, dass sie, sobald Sophia gefunden und Carl genesen ist, die Farm wieder verlassen und ihrer Wege gehen. Daryl überreicht Sophias Mutter eine Cherokee-Rose, nachdem er erfolglos von der Suche zurückkehrt. Währenddessen glaubt Lori, schwanger zu sein. Glenn und Maggie begeben sich zu einer nahegelegenen Apotheke, um Antibiotika und einen Schwangerschaftstest zu besorgen, wo sie sich näher kommen und miteinander schlafen. Nach ihrer Rückkehr muss Lori feststellen, dass sie tatsächlich ein Kind in sich trägt – es ist ungewiss, ob Rick oder Shane der Vater ist. |           |                                  |                          |                      |                                       |                                             |                                |                 |
| 11 | 5         | Chupacabra                       | Chupacabra               | 13. Nov. 2011        | 18. Nov. 2011                         | Guy Ferland                                 | David Leslie Johnson           | 6,12 Mio.       |
| In einer Rückblende sieht man Shane mit Lori, Carl, Sophia, Carol und Ed zu Beginn der Apokalypse bei einem Stau auf dem Highway vor Atlanta. Hubschrauber fliegen in Richtung der Großstadt und werfen Napalmbomben ab. Gegenwärtig teilt sich die Gruppe erneut für die Suche nach Sophia auf. Daryl findet an einem Fluss die Puppe von Sophia, die teilweise für Hoffnung sorgt. Wenig später stürzt er von seinem Pferd und eine steile Böschung hinunter. Er fällt auf seine Armbrust und schießt sich deren Pfeil in die Seite. Während er verletzt am Boden liegt, hat er Visionen von seinem Bruder Merle, der ihm Mut zuspricht, ihn aber auch gegen die restliche Gruppe aufhetzt. Er wacht auf, als ein Walker in seinen Schuh beißt und kann ihn und einen weiteren töten. Durch die Visionen seines Bruders, der ihm weiter Mut zuredet, klettert Daryl den Abhang hoch und wankt zur Farm zurück, doch Andrea kann ihn aus der Ferne nicht als Lebenden identifizieren und schießt auf ihn. Daryl wird durch den Streifschuss am Kopf bewusstlos, im Anschluss ärztlich behandelt und überlebt. Glenn will sich mit Maggie im Heuboden der Scheune des Grundstücks für weiteren Geschlechtsverkehr mit ihr treffen, doch dort angekommen muss er feststellen, dass die Scheune voller eingesperrter Untoter ist. |           |                                  |                          |                      |                                       |                                             |                                |                 |
| 12 | 6         | Beichten                         | Secrets                  | 20. Nov. 2011        | 25. Nov. 2011                         | David Boyd                                  | Angela Kang                    | 6,07 Mio.       |
| Shane bildet einige Frauen des Lagers und auch Carl bei einem Schuss-Training aus. Glenn erzählt Dale von den Walkern in der Scheune und von Loris Schwangerschaft. Es stellt sich heraus, dass sich unter den Untoten in der Scheune auch einige Familienmitglieder von Hershel befinden. Hershel hofft, dass eines Tages ein Gegenmittel gefunden wird und diese somit gerettet werden können. Beim Schießtraining offenbart sich Andrea als eine gute Schützin, und zusammen mit Shane geht sie einer Spur von Sophia nach. Auf dem Heimweg kommt es zum Geschlechtsverkehr zwischen Shane und Andrea. Lori bittet Glenn, in der nahegelegenen Apotheke nach Abtreibungspillen zu schauen. Nachdem Maggie und Glenn bei einem weiteren gemeinsamen Besuch in der Apotheke von einem Walker attackiert werden, wirft sie Lori im Lager vor, dass sie fast ihretwegen gestorben seien. Glenn rät Lori dazu, Rick über die Schwangerschaft aufzuklären, bevor sie die Abtreibungspillen einnimmt. Dale macht sich Sorgen um Andrea und verfeindet sich zunehmend mit Shane. Rick erfährt von Loris Schwangerschaft und sie gesteht ihm ihre Beziehung zu Shane, was Rick jedoch bereits wusste. |           |                                  |                          |                      |                                       |                                             |                                |                 |
| 13 | 7         | Tot oder lebendig                | Pretty Much Dead Already | 27. Nov. 2011        | 2. Dez. 2011                          | Michelle MacLaren                           | Scott M. Gimple                | 6,62 Mio.       |
| Glenn erzählt auch den restlichen Überlebenden von den Untoten in der Scheune. Hershel verlangt nach wie vor, dass Ricks Gruppe bis zum Wochenende das Grundstück des Landhauses verlassen soll. Aufgrund von Loris Schwangerschaft besteht Rick jedoch darauf, mit seiner Familie beim Landhaus bleiben zu dürfen. Hershel kommt daraufhin später auf Rick zu und bittet ihn, ihm zu einem Sumpf zu folgen, der das Farmland umgibt. Dort stecken zwei Walker im Schlamm fest, die Hershel befreien und zu den anderen Untoten in die Scheune sperren will. Falls Ricks Leute auf dem Grundstück des Landhauses bleiben wollen, dürfen sie laut Hershel keine Gewalt gegen die Walker anwenden. Da Shane offenbar dennoch plant, die Walker in der Scheune umzubringen, entschließt sich Dale dazu, einige Schusswaffen im Wald zu verstecken. Shane kann Dale dabei erwischen und nimmt die Waffen an sich. Während Shane mit den Waffen zum Landhaus zurückkehrt, treffen auch Rick und Hershel mit den beiden gefangenen Walkern wieder ein. Shane schießt wütend auf die beiden Walker, die jeweils an einer Stange mit Halsschlinge geführt werden, um Hershel zu verdeutlichen, dass sie nicht krank, sondern untot sind. Anschließend bricht Shane das Scheunentor auf, und die sich darin befindenden Walker werden von mehreren Überlebenden erschossen. Zum Schluss erscheint ein weiterer Walker aus der Scheune. Schockiert stellen die Überlebenden fest, dass es sich dabei um die vermisste Sophia handelt. Sie wurde gebissen und offenbar über mehrere Tage mit den anderen Untoten in der Scheune gefangengehalten. Carol will ihrem Kind in die Arme fallen, wird aber von Daryl daran gehindert. Rick tritt aus der Reihe der Schützen hervor und erschießt Sophia. |           |                                  |                          |                      |                                       |                                             |                                |                 |
| 14 | 8         | Nebraska                         | Nebraska                 | 12. Feb. 2012        | 17. Feb. 2012                         | Clark Johnson                               | Evan Reilly                    | 8,10 Mio.       |
| Hershel ist wütend, weil sich unter den erschossenen Untoten einige seiner Familienmitglieder befanden. Er verlangt von Rick, dass er und die anderen Überlebenden seine Farm sofort verlassen. Die Überlebenden müssen nun einsehen, dass ihre Suchaktionen um Sophia umsonst gewesen sind. Den Bewohnern des Landhauses wird teilweise unterstellt, von Sophia gewusst und sie gefangengenommen zu haben. Eine von Hershels Töchtern hat bei dem Massaker einen Schock erlitten und bricht zusammen. Zur Behandlung wird Hershel benötigt, doch dieser ist am Grundstück nicht auffindbar. Er ist aufgrund des Vorfalls an der Scheune nach jahrelanger Abstinenz wieder dem Alkohol verfallen und befindet sich in einer nahegelegenen Bar. Glenn und Rick kommen zu ihm und versuchen ihn zu überreden, zurück zur Farm zu kommen. Die besorgte Lori folgt den beiden mit einem Auto. Auf der Straße hat sie eine Kollision mit einem Beißer und überschlägt sich mit dem Auto. Zur gleichen Zeit tauchen zwei unbekannte Personen in der Bar auf und erzählen unter anderem davon, wie sie die Apokalypse bisher überwunden haben. Sie geben auch an, dass Fort Benning, das derzeitige Ziel von Rick und seiner Gruppe, ebenfalls von Beißern überrannt wurde. Sie suchen nun einen Unterschlupf und wollen ebenfalls auf die Farm. Da die beiden Männer jedoch einen äußerst unseriösen Eindruck machen, wird ihnen diese Bitte von Rick verwehrt. Daraus entsteht eine heftige Diskussion, in deren Folge Rick die beiden Unbekannten aus Notwehr erschießt. |           |                                  |                          |                      |                                       |                                             |                                |                 |
| 15 | 9         | Am Abzug                         | Triggerfinger            | 19. Feb. 2012        | 24. Feb. 2012                         | Billy Gierhart                              | David Leslie Johnson           | 6,89 Mio.       |
| Rick, Glenn und Hershel wollen sich gerade auf den Weg zurück zur Farm machen, als vor der Bar Freunde der soeben erschossenen Männer erscheinen, weil sie die Schüsse hörten. Nachdem Rick ihnen durch die Holzwände zuruft, dass ihre beiden Kameraden in Notwehr getötet wurden, wird in die Bar geschossen und von innen zurück. Bei einem Fluchtversuch durch die Hintertür der Bar schießt Hershel einen der Fremden nieder, der vor Schmerzen schreiend liegen bleibt. Da durch die Schüsse immer mehr Walker angelockt werden, fliehen die Unbekannten und lassen einen weiteren der ihren zurück, der sich beim Sprung vom Dach der Bar am Bein aufgespießt hat. Dieser wird von Rick, Glenn und Hershel mitgenommen. Lori hat beim Erwachen aus der Bewusstlosigkeit im verunglückten Auto mit zwei Walkern zu kämpfen. Sie wird von Shane auf der Straße aufgelesen, nachdem die Überlebenden ihre Abwesenheit bemerkten. Der verletzte Unbekannte namens Randall wird im Landhaus notdürftig von Hershel verarztet. Es entsteht unter den Überlebenden eine Diskussion darüber, ob es richtig war, den Verletzten trotz verbundener Augen auf die Farm mitzunehmen, nachdem drei seiner Kameraden getötet wurden. |           |                                  |                          |                      |                                       |                                             |                                |                 |
| 16 | 10        | Ausgesetzt                       | 18 Miles Out             | 26. Feb. 2012        | 2. März 2012                          | Ernest Dickerson                            | Scott M. Gimple & Glen Mazzara | 7,04 Mio.       |
| Rick und Shane fahren zu einer verlassenen Polizeistation, um Randall, den sie als Gefahr für die Gruppe erachten, auszusetzen. Unterwegs gibt Rick Shane zu verstehen, dass er Loris Mann und auch der Vater des ungeborenen Babys ist. Als sie Randall, noch an Händen und Füßen gefesselt, mit einem Messer zurücklassen wollen, sagt dieser, er sei mit Maggie zur Schule gegangen und kenne auch ihren Vater. Begreifend, dass der Junge wohl auch den Standort der Farm kennt, sind Rick und Shane unschlüssig, wie sie weiterhin verfahren sollen. Shane will Randall töten, um sicherzustellen, dass er den Standort der Farm nicht an seine Kameraden verrät, doch Rick ist dagegen. Im Zusammenhang einer Schlägerei, die zwischen den beiden entflammt, wird eine Scheibe eines Gebäudes eingeschlagen und mehrere Walker daraus befreit. Währenddessen äußert auf der Farm die immer noch traumatisierte Beth ihren Wunsch, sich selbst umzubringen. Maggie reagiert schockiert darüber. Andrea zum Schutz bei ihrer Schwester lassend, macht sie sich auf die Suche nach ihrem Vater Hershel. Doch da Andrea der Meinung ist, dass die Entscheidung über Leben oder Tod in dieser neuen Welt von jeder Person selbst getroffen werden müsse, lässt sie Beth alleine zurück, die daraufhin im abgeschlossenen Badezimmer versucht, sich selbst umzubringen. Als Lori und Maggie die Badezimmertür aufbrechen, finden sie Beth, die versucht hat, sich die Pulsadern aufzuschneiden. Maggie verweist Andrea wütend des Hauses. Shane kann sich zunächst vor den Walkern in einen verlassenen Bus retten. Rick holt zusammen mit Randall das Auto, um Shane aus dem Bus befreien zu können. Sie fesseln Randall erneut und begeben sich auf den Weg zurück zur Farm. |           |                                  |                          |                      |                                       |                                             |                                |                 |
| 17 | 11        | Sorry, Bruder!                   | Judge, Jury, Executioner | 4. März 2012         | 9. März 2012                          | Greg Nicotero                               | Angela Kang                    | 6,77 Mio.       |
| Rick beschließt nun endgültig, Randall zu exekutieren. Dale verlangt jedoch, zu dieser Sache vorher die Meinung aller Überlebenden einzuholen. Carl klaut währenddessen von Daryl eine Pistole und erkundet die nähere Umgebung der Farm. Er stößt dabei auf einen Walker, der mit seinen Beinen im Schlamm feststeckt. Carl nähert sich dem Walker, bis dieser unerwartet ein Bein befreien kann und nach ihm greift. Carl lässt vor Schreck die Pistole fallen und flüchtet. Am Abend wird über Randalls Schicksal diskutiert. Entgegen Dales Meinung hält die Mehrheit der Überlebenden Randall für eine Bedrohung, da das Risiko eines Überfalls einer schwer bewaffneten und gewalttätigen Gang bestünde, falls dieser zu ihnen zurückkehren würde. Nach der Abstimmung geht Rick zusammen mit Shane und Daryl in die Scheune, um Randall zu erschießen. Er wird aber davon abgebracht, da Carl auftaucht und ihm dabei zusehen will. Randall wird wieder eingesperrt. Dale patrouilliert in der Nacht über die Weiden der Farm, als er von einem Walker angegriffen wird. Noch bevor die anderen Überlebenden ihm helfen können, wird ihm die Bauchdecke aufgerissen. Hershel kann nichts für ihn tun, da die Verletzung zu schwer ist. Mit einem Gnadenschuss wird Dale von Daryl getötet. Carl erkennt, dass es sich bei dem Angreifer um den Walker aus dem Sumpf handelt. |           |                                  |                          |                      |                                       |                                             |                                |                 |
| 18 | 12        | Die besseren Engel unserer Natur | Better Angels            | 11. März 2012        | 16. März 2012                         | Guy Ferland                                 | Evan Reilly & Glen Mazzara     | 6,89 Mio.       |
| Dale wird bestattet. Rick hat sich im Gedenken an Dale dazu entschieden, Randall nun doch auszusetzen statt ihn zu exekutieren. Die meisten aus der Gruppe teilen diese Ansicht. Lediglich Shane betrachtet Randall weiterhin als akute Gefahr für die Gruppe. Die Beziehungen zwischen den Überlebenden und Hershels Familie verstärken sich. Lori gesteht Shane, dass ihr die Umstände leidtun. Später geht Shane zu Randall in den Schuppen. Shane inszeniert zunächst eine Flucht und gibt Randall vor, sich seiner alten Gruppe anschließen zu wollen. Im Wald angekommen wird Randall von Shane mit einem Genickbruch getötet. Die anderen Überlebenden haben Randalls Flucht unterdessen bemerkt und beginnen mit der Suche nach ihm. Shane kommt aus dem Wald zurück und gibt vor, von Randall überwältigt und verletzt worden zu sein. Er und Rick sowie Glenn und Daryl machen sich in Zweier-Teams auf die Suche nach dem vermeintlich Entflohenen. Glenn und Daryl finden den ohne erkennbare Bisse oder Kratzer zum Walker veränderten Randall. Randall ist offenbar durch einen Genickbruch umgekommen, weshalb sich die beiden nicht erklären können, weshalb er infiziert wurde. Unterdessen sind Rick und Shane zurück auf dem Gelände der Farm angekommen. Shane zieht seine Waffe und verdeutlicht Rick, dass er mit seinen Entscheidungen für die Gruppe im Allgemeinen nicht einverstanden sei. Dabei sind auch starke Eifersuchtsgefühle um Lori und Carl im Spiel. Es kommt zu einem hitzigen Streitgespräch zwischen den beiden, anschließend gelingt es Rick auf Shane einzureden und er versucht ihn davon zu überzeugen, dass dieser ihn nicht töten muss. Während Shane unschlüssig ist und zögert, Rick zu erschießen, zieht Rick unbemerkt sein Messer und tötet Shane. Kurze Zeit später taucht Carl auf. Carl erschießt Shane, welcher inzwischen ebenfalls ohne Biss zu einem Walker auferstanden ist. Durch die Schüsse aufmerksam geworden, nimmt eine Horde von Walkern Kurs auf Rick und Carl beziehungsweise die Farm. |           |                                  |                          |                      |                                       |                                             |                                |                 |
| 19 | 13        | Die Mahd                         | Beside the Dying Fire    | 18. März 2012        | 23. März 2012                         | Ernest Dickerson                            | Robert Kirkman & Glen Mazzara  | 8,99 Mio.       |
| Die Farm wird von einer Vielzahl von Beißern überrannt. Rick und Carl können sich zunächst in eine Scheune retten und brennen diese, zusammen mit den Beißern, die ihnen folgten, nieder. Einige der Überlebenden versuchen die Farm zu verteidigen, indem sie aus ihren Fahrzeugen auf die Beißer schießen. Doch die Überlebenden haben gegen die Vielzahl von Untoten auf Dauer keine Chance. Beim Angriff der Beißer werden Jimmy und Patricia getötet. Die Überlebenden sind gezwungen zu fliehen und treffen sich später auf dem Highway wieder. Nachdem Andrea zurückgelassen wurde, ist sie auf sich allein gestellt. Sie muss auf ihrer Flucht durch den Wald gegen mehrere Beißer kämpfen und wird im letzten Moment von einer mysteriösen Person gerettet, die mit einem Katana-Schwert bewaffnet ist. Diese Person führt zwei Untote mit sich, die sie mit Ketten am Hals gefesselt und deren Arme und Unterkiefer sie entfernt hat. Glenn gesteht Maggie seine Liebe. Rick gesteht der Gruppe, dass er Shane getötet hat, und erzählt, dass laut Dr. Jenner auch die Überlebenden an einer Art Infektion leiden. Ein Biss für eine Verwandlung zu einem Walker ist demnach nicht notwendig. Die Verwandlung sei nach dem Tod sogar unvermeidlich. Außerdem stellt Rick klar, dass die Gruppe, wenn sie überleben möchte, auf ihn hören müsse. Am Ende der Episode sieht man in einiger Entfernung ein großes Gefängnis im Hintergrund. |           |                                  |                          |                      |                                       |                                             |                                |                 |